# Киселяк
Киселяк (босн. и хорв. Kiseljak, серб. Кисељак) — город, центр одноимённой общины в центральной части Боснии и Герцеговины.
Расположен в 35 км к северо-западу от столицы Сараева и южнее Зеницы на реке Лепеница.
Население — 3773 человека (2013).
В районе города имеется несколько минеральных источников.

## Демография
По переписи 1991 года в городе проживали:
- Хорваты — 2.063 (60,46 %)
- Боснийцы (муслимане) — 703 (20,60 %)
- Сербы — 167 (4,89 %)
- другие — 479 (14,03 %)

## История
Киселяк впервые упоминается в 1244 году. Целебный источник Киселяк располагается в окрестностях Биело-Поля. О его существовании знали ещё во времена Римской империи, целебную воду вывозили отсюда для привилегированных особ. В 1659 г. турецкий путешественник Эвлия Челеби описал здешние источники минеральной воды. Французы Маселье и А. Шомет Дефоссе, посетившие Киселяк в 1806—1807 годах, писали, что кисло-минеральная вода экспортируется отсюда в Дубровник, а Рихард фон Эрко в своем докладе от 1846 упоминает Киселяк, как место, куда приезжают гости даже из Константинополя.
Город пострадал в ходе хорватско-боснийского конфликта 1992—1994 гг.

## Известные уроженцы
- Плеша, Бранко (1926—2001) — югославский актёр театра, кино и телевидения, режиссёр, сценарист.

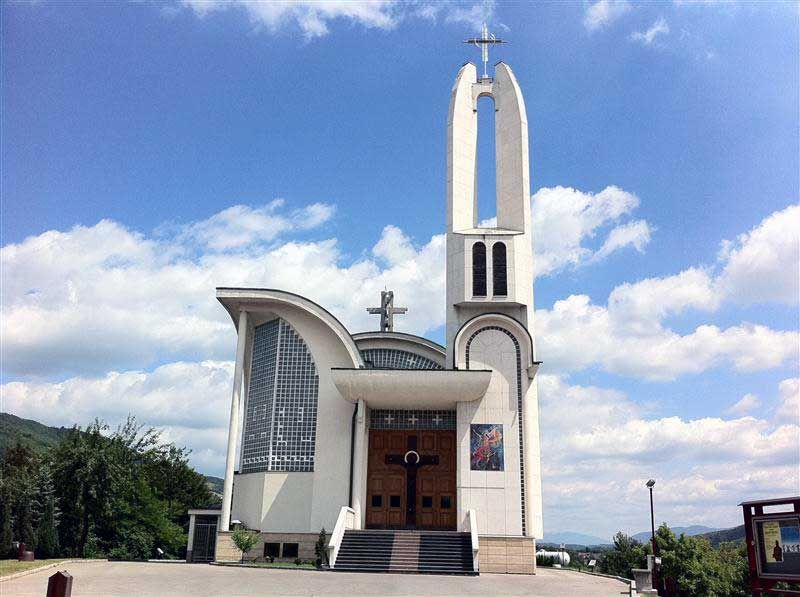
Церковь св. Ильи пророка
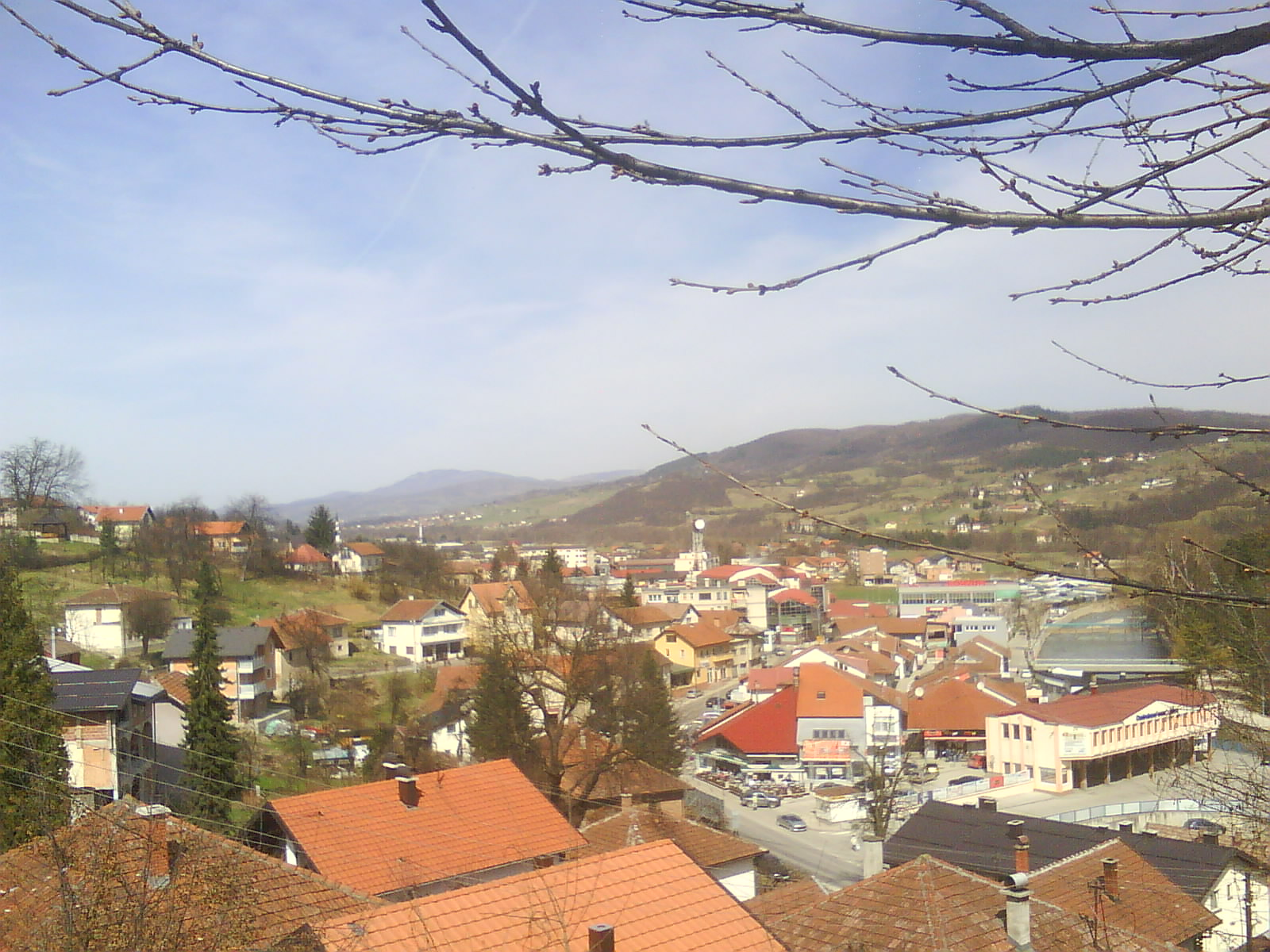
Панорама города
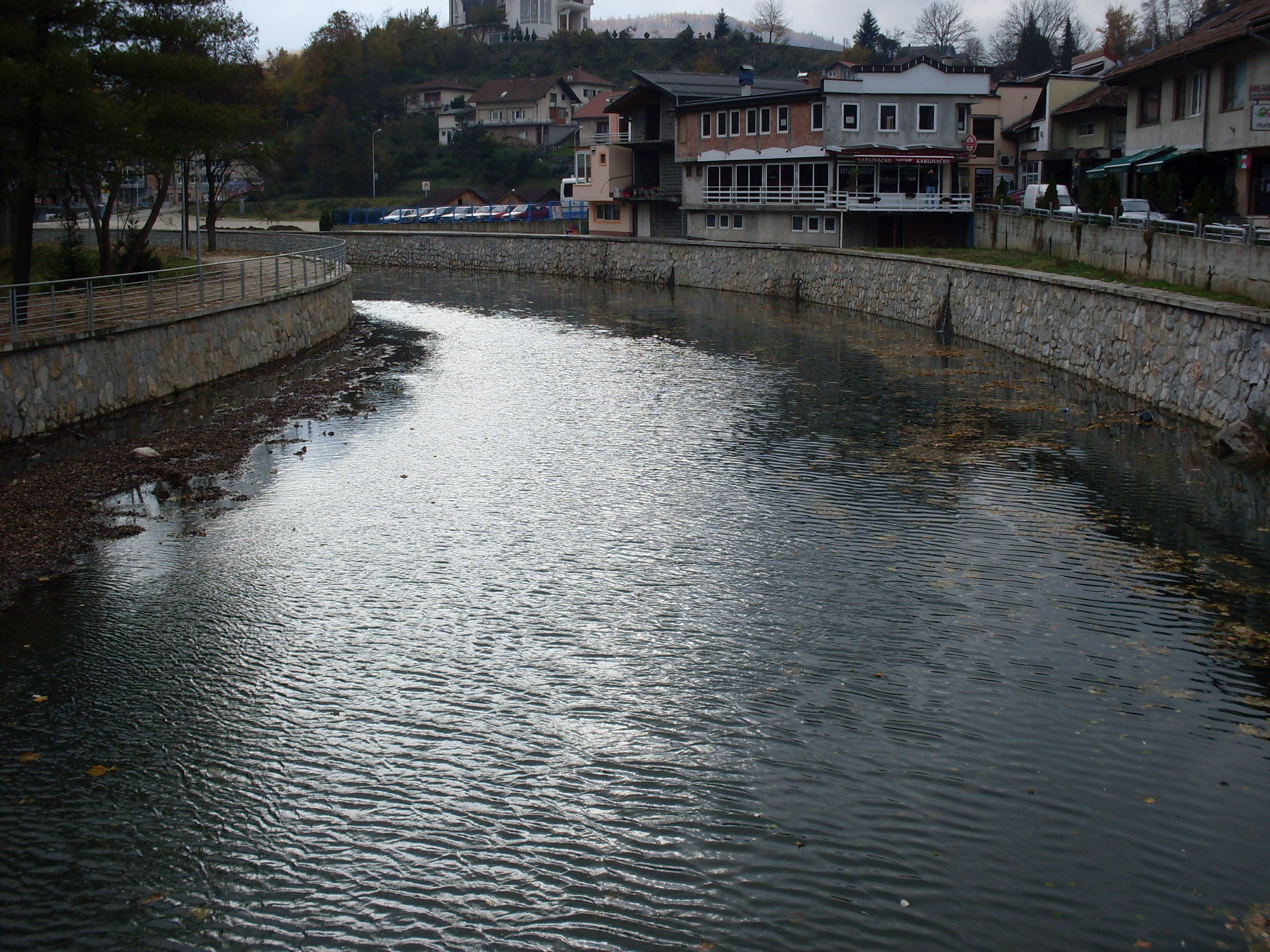
Река Лепеница